# 塞斯巴赫
塞斯巴赫是德国莱茵兰-普法尔茨州的一个市镇。总面积6.06平方公里，总人口570人，其中男性285人，女性285人（2011年12月31日），人口密度94人/平方公里。